# Stade Elzir Cabral
Le Stade Elzir Cabral (en portugais : Estádio Elzir Cabral), également connu sous le nom de Village olympique Elzir Cabral (en portugais : Vila Olímpica Elzir Cabral) et surnommé le Fort de Ferrão (en portugais : Fortim do Ferrão), est un stade de football brésilien situé à Barra do Ceará, quartier de la ville de Fortaleza, dans l'État du Ceará.
Le stade, doté de 8 000 places et inauguré en 1989, sert d'enceinte à domicile à l'équipe de football du Ferroviário Atlético Clube.
Le stade porte le nom d'Elzir Cabral, premier président du Ferroviário AC, qui acheta les terres sur lesquelles furent construites le stade.

## Histoire
Commencé à être construit dans les années 1960, le stade ouvre ses portes en 1989. Il est inauguré le 19 mars 1989, lors d'une victoire 6-0 des locaux du Ferroviário AC sur le Guarani EC, le tout devant 4 679 spectateurs (record d'affluence encore à ce jour).
L'installation sportive est le premier stade privé de l'État du Ceará reconnu par la Confédération brésilienne de football comme pouvant accueillir des matchs et des compétitions officielles.